# Tanoshimi, è bello amare
Tanoshimi, è bello amare (Cry for Happy) è un film statunitense del 1961 diretto da George Marshall.
Il film è basato sul libro omonimo (Cry for Happy) di George Campbell del 1958.

## Trama
Quattro marinai in Giappone durante la guerra di Corea frequentano le gheishe di una sala da tè, ma, per ottenere le licenze, raccontano ai superiori d'aver fondato un orfanotrofio. La cosa finisce sui giornali e i nostri eroi sono costretti a trasformare il locale in pio istituto.